# Diaphorus rutshuruensis
Diaphorus rutshuruensis är en tvåvingeart som beskrevs av Vanschuytbroeck 1951. Diaphorus rutshuruensis ingår i släktet Diaphorus och familjen styltflugor.
Artens utbredningsområde är Kongo. Inga underarter finns listade i Catalogue of Life.